# Minorissa
Minorissa is een geslacht van rechtvleugeligen uit de familie Pyrgomorphidae. De wetenschappelijke naam van dit geslacht is voor het eerst geldig gepubliceerd in 1870 door Walker.

## Soorten
Het geslacht Minorissa omvat de volgende soorten:
- Minorissa pustulata Walker, 1870
- Minorissa volxemi Bolívar, 1884